# Un rostro de mujer (película de 1938)
Un rostro de mujer es una película sueca de 1938, adaptación de la cinta francesa de 1933 Una mujer y dos vidas (Il était une fois; título en inglés: Once Upon a Time). La película fue dirigida por Léonce Perret y protagonizada por Gaby Morlay.
El guion de la película de 1938 escrito por Gösta Stevens se basa en el de Francis de Croisset para Il était une fois.
Existe hizo otra versión posterior, realizada en 1941 en Hollywood, titulada Un rostro de mujer (A Woman's Face), dirigida por George Cukor y protagonizada por Joan Crawford.

## Argumento
En Estocolmo, Suecia. La historia es narrada en una serie de recuerdos; cada personaje da testimonio en un juicio por asesinato, la acusada es una mujer con la mitad del rostro cubierto. La historia comienza en una taberna rural. El aristócrata Torsten conoce a la propietaria Anna Holm. Enseguida se da cuenta del grupo de chantajistas con que está mezclada y la ayuda a conseguir su próxima víctima: Vera, esposa infiel de Gustav Segert. Anna se enamora por primera vez en su vida, ya que su rostro está horriblemente desfigurado por una cicatriz, a causa de un incendio cuando era niña, y Torsten la ama tal como es.
Envidiosa de la belleza de Vera, va a casa de esta para aumentar la cifra del chantaje. El marido, Gustav, las sorprende; al ser cirujano plástico le interesa enormemente la desfiguración de Anna y le promete que con una operación puede ayudarla. Anna se pone en manos del doctor, con deseos de conseguir una vida normal. La operación es un éxito y Anna sale hermosa.
Transformada en una belleza, Anna vuelve a los brazos de Torsten y él le ordenará cometer un asesinato.

## Otros créditos
- Color: blanco y negro
- Dirección artística: Arne Åkermark
- Montaje: Oscar Rosander
- Sonido: Lennart Svensson	y Lennart Unnerstad
- Diseño de títulos y créditos: Alva Lundin

## Premios
- El director Gustaf Molander obtuvo una Mención Especial en el Festival Internacional de Cine de Venecia.